# Geranium pusillum
Geranium pusillum é uma espécie de planta com flor pertencente à família Geraniaceae. 
A autoridade científica da espécie é L., tendo sido publicada em Systema Naturae, Editio Decima 2: 1144. 1759.

## Portugal
Trata-se de uma espécie presente no território português, nomeadamente em Portugal Continental.
Em termos de naturalidade é nativa da região atrás indicada.

## Protecção
Não se encontra protegida por legislação portuguesa ou da Comunidade Europeia.